# Parafia św. Jozafata Kuncewicza w Kruklankach
Parafia Świętego Jozafata Kuncewicza – parafia greckokatolicka w Kruklankach, w dekanacie węgorzewskim eparchii olsztyńsko-gdańskiej. Założona w 1962. Mieści się przy ulicy Wodnej.